# I'm Kool Moe Dee
I'm Kool Moe Dee è l'album di debutto del rapper Kool Moe Dee, pubblicato nel 1986 da Jive/RCA Records.

## Tracce
1. Go See the Doctor
2. Dumb Dick (Richard)
3. Bad Mutha
4. Little Jon
5. Do You Know What Time it Is?
6. Rock Steady
7. Monster Crack
8. The Best
9. I'm Kool Moe Dee